# Dysphania nias
Dysphania nias är en fjärilsart som beskrevs av Louis Beethoven Prout 1916. Dysphania nias ingår i släktet Dysphania och familjen mätare. Inga underarter finns listade i Catalogue of Life.